# Лос-Альтос (США)
Лос-Альтос (исп. Los Altos, букв. Высоты или Прегорье) — город в округе Санта-Клара штата Калифорния, США, на южной оконечности полуострова Сан-Франциско. Лос-Алтос входит в область залива Сан-Франциско.
По переписи 2010 года население составляло 28 976 жителей.
Лос-Альтос был первоначально сельскохозяйственной местностью с большим количеством абрикосовых садов и летних домиков, ныне это один из богатых спальных районов Кремниевой долины с очень дорогой недвижимостью. Бурный рост города пришёлся на период 1950-х — 1980-х годов. Коммерческие зоны города расположены отчасти в центре города, а также вдоль шоссе Foothill Expressway и El Camino Real связывающем почти всю Калифорнию.

## История
Местность в которой расположен ныне Лос-Альтос первоначально называлась Banks and Braes. Пол Шоуп, один из руководителей Southern Pacific Railroad совместно с коллегами основали здесь девелоперскую компанию. Компания приобрела 140 акров земли у Сары Винчестер. Шоуп хотел связать Лос-Альтос и Лос-Гатос сделав из Лос-Альтоса спальный район.
В 1908 году по Southern Pacific Railroad через Лос-Альтос начали курсировать поезда с периодичностью пять пар в сутки. В центре города была построена первая коммерческая недвижимость.
В 1913 году был построен железнодорожный вокзал, здание вокзала соответствовало архитектурному стилю American Craftsman.
К 1949 году, многие жители были недовольны политикой зонирования округа Санта-Клара и существовавшей угрозой присоединения к соседним Пало-Альто и Маунтин-Вью, в результате чего было принято решение об инкорпорировании. Так в 1952 году Лос-Альтос стал одиннадцатым городом в округе Санта-Клара.
В январе 1964 года здесь перестали ходить поезда. По трассе железной дороги было построено скоростное шоссе ныне известное как Foothill Expressway (буквально Предгорная скоростная). До сего времени сохранились бывшие станционные здания вдоль этой автомагистрали.
В 1976 году Стив Джобс и Стив Возняк, а также Рональд Уэйн, в гараже Стива Джобса в Лос-Альтос построили первые 50 компьютеров Apple I. Джобс, Возняк и Уэйн основали компанию Apple Computer, Inc 1 апреля 1976 года.

## Демография
Согласно переписи 2010 года в Лос-Альтос проживает 28976 человек. Плотность населения составляет 1724,6 чел./км². Расовый состав: 70,6 % белые, 23,5 % азиаты, 0,5 % чернокожие, 0,2 % коренных американцев, 0,2 % гавайцев или выходцев с островов Океании, 0,7 % другие расы, 4,3 % потомки двух и более рас.
Средний доход домохозяйства в Лос-Альтос в 2009—2013 годах составил $157 907.